# Občina Vipava
Občina Vipava je ena od občin v Republiki Sloveniji s središčem v Vipavi.

## Naselja v občini
Duplje, Erzelj, Goče, Gradišče pri Vipavi, Hrašče, Lozice, Lože, Manče, Nanos, Orehovica, Podbreg, Podgrič, Podnanos, Podraga, Poreče, Sanabor, Slap, Vipava, Vrhpolje, Zemono